# Каравоника
Каравоника (итал. Caravonica) је насеље у Италији у округу Империја, региону Лигурија.
Према процени из 2011. у насељу је живело 278 становника. Насеље се налази на надморској висини од 374 м.

## Становништво
| 1936. | 1951. | 1961. | 1971. | 1981. | 1991. | 2001. | 2011. |
| ----- | ----- | ----- | ----- | ----- | ----- | ----- | ----- |
| 350   | 378   | 367   | 344   | 302   | 291   | 309   | 303   |